# Twelve Dreams of Dr. Sardonicus
Albums de Spirit
Clear
(1969) Feedback
(1972)
Twelve Dreams of Dr. Sardonicus est le quatrième album du groupe de rock psychédélique Spirit.
Il est cité dans l'ouvrage de référence de Robert Dimery Les 1001 albums qu'il faut avoir écoutés dans sa vie.

## Liste des titres
| 1. | Prelude - Nothin' to Hide | California        | 3:41 |
| 2. | Nature's Way              | California        | 2:30 |
| 3. | Animal Zoo                | Ferguson          | 3:20 |
| 4. | Love Has Found a Way      | California, Locke | 2:42 |
| 5. | Why Can't I Be Free       | California        | 1:03 |
| 6. | Mr. Skin                  | Ferguson          | 3:50 |

| 7.  | Space Child         | Locke      | 3:26 |
| 8.  | When I Touch You    | Ferguson   | 5:35 |
| 9.  | Street Worm         | Ferguson   | 3:40 |
| 10. | Life Has Just Begun | California | 3:22 |
| 11. | Morning Will Come   | California | 2:58 |
| 12. | Soldier             | California | 2:43 |